# ولیوس پاترکولوس
ولیوس پاترکولوس (انگلیسی: Velleius Paterculus; ۱ ژانویهٔ ۰۰۱۹ – ۱ ژانویهٔ ۰۰۳۱) مورخ، پرسنل نظامی، و نویسنده اهل روم باستان بود. تاریخ‌نویسی او که به سبکی بسیار رسا و شیوایی نوشته شده، دوره پایان جنگ تروا تا ۳۰ بعد از میلاد را در بر می‌گیرد، اما برای دوره مرگ ژولیوس سزار در ۴۴ قبل از میلاد تا مرگ آگوستوس در ۱۴ بعد از میلاد بسیار مفید است.